# Grand-Rozoy
Grand-Rozoy ist eine französische Gemeinde mit 299 Einwohnern (Stand: 1. Januar 2022) im Département Aisne in der Region Hauts-de-France (frühere Region: Picardie). Die Gemeinde gehört zum Arrondissement Soissons und zum Kanton Villers-Cotterêts.

## Geographie
Die Gemeinde Grand-Rozoy liegt am Ende eines Seitentals der Ourcq, etwa auf halbem Weg zwischen den Städten Soissons im Norden und  Château-Thierry im Süden. Im Westen wird die Gemeinde von einer Trasse der historischen Chaussée Brunehaut begrenzt. Nachbargemeinden von Grand-Rozoy sind Hartennes-et-Taux im Norden, Launoy im Nordosten, Beugneux im Osten, Oulchy-le-Château im Süden sowie Le Plessier-Huleu im Westen. Zur Gemeinde Grand-Rozoy gehören die Ortschaften Copurdoux und La Rue des Bois. 

## Geschichte
Der bis 1942 Rozoy-Grand genannte Ort war im Jahr 1918 Schauplatz eines Gefechts des Ersten Weltkriegs.

### Bevölkerungsentwicklung
| Jahr                       | 1962 | 1968 | 1975 | 1982 | 1990 | 1999 | 2006 | 2012 | 2021 |
| Einwohner                  | 223  | 198  | 162  | 106  | 248  | 258  | 282  | 310  | 299  |
| Quellen: Cassini und INSEE |      |      |      |      |      |      |      |      |      |

## Sehenswürdigkeiten
- gotische Kirche Saint-Martin aus dem vierten Viertel des 15. Jahrhunderts, 1921 als Monument historique klassifiziert, seinerzeit ruinös (Base Mérimée PA00115689)

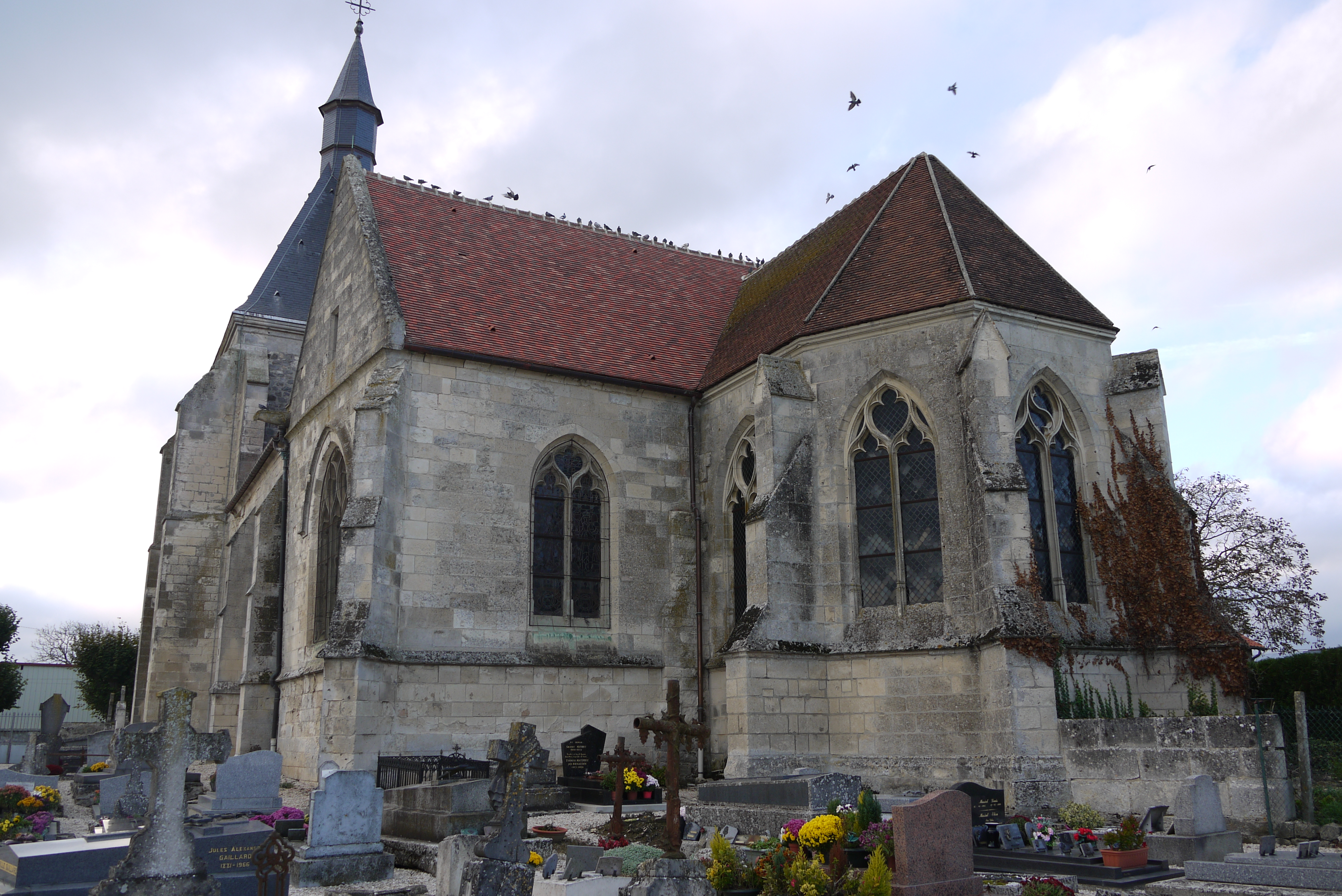
Kirche Saint-Martin
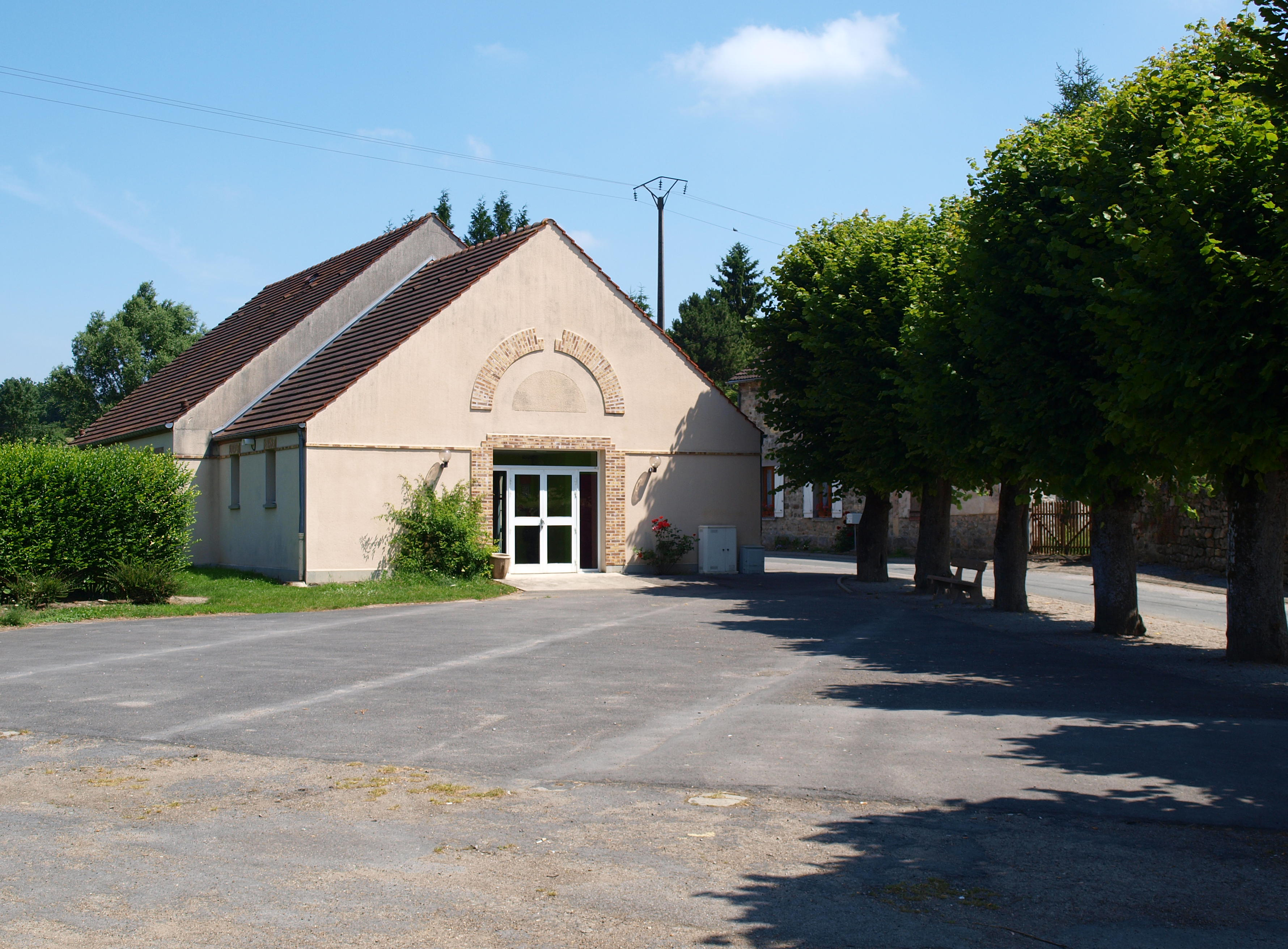
Gemeindefesthalle
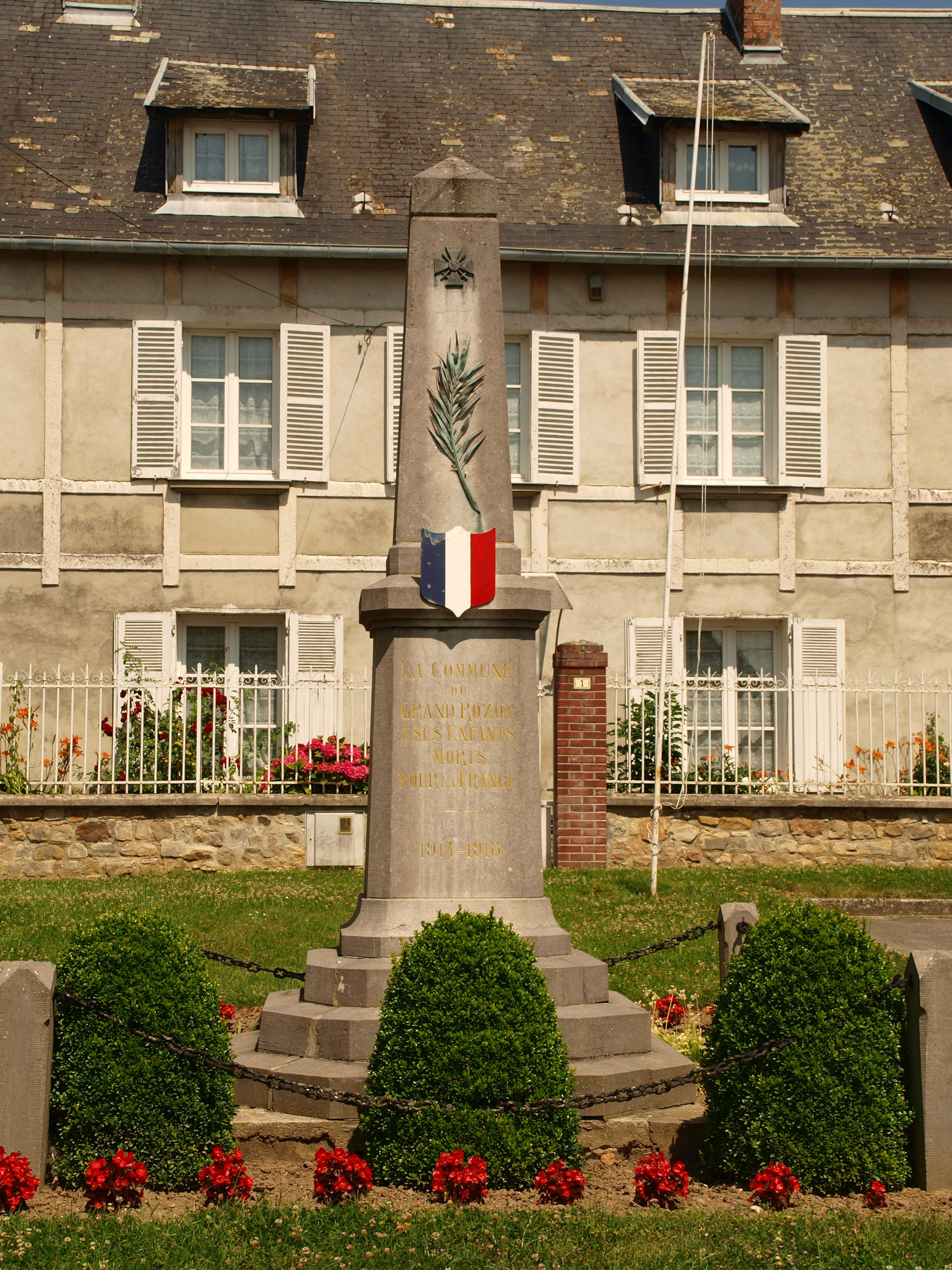
Gefallenendenkmal